# Сан-Дієго Падрес
«Сан-Дієго Падрес» (англ. San Diego Padres) заснована у 1969 професійна бейсбольна команда розташована в місті Сан-Дієго в штаті Каліфорнія. Команда є членом Західного дивізіону, Національної бейсбольної ліги, Головної бейсбольної ліги.
Домашнім полем команди «Сан-Дієго Падрес» є ПЕТКО Парк.
«Падрес» досі не виграли Світової серії (чемпіонат бейсболу США).

## Посилання

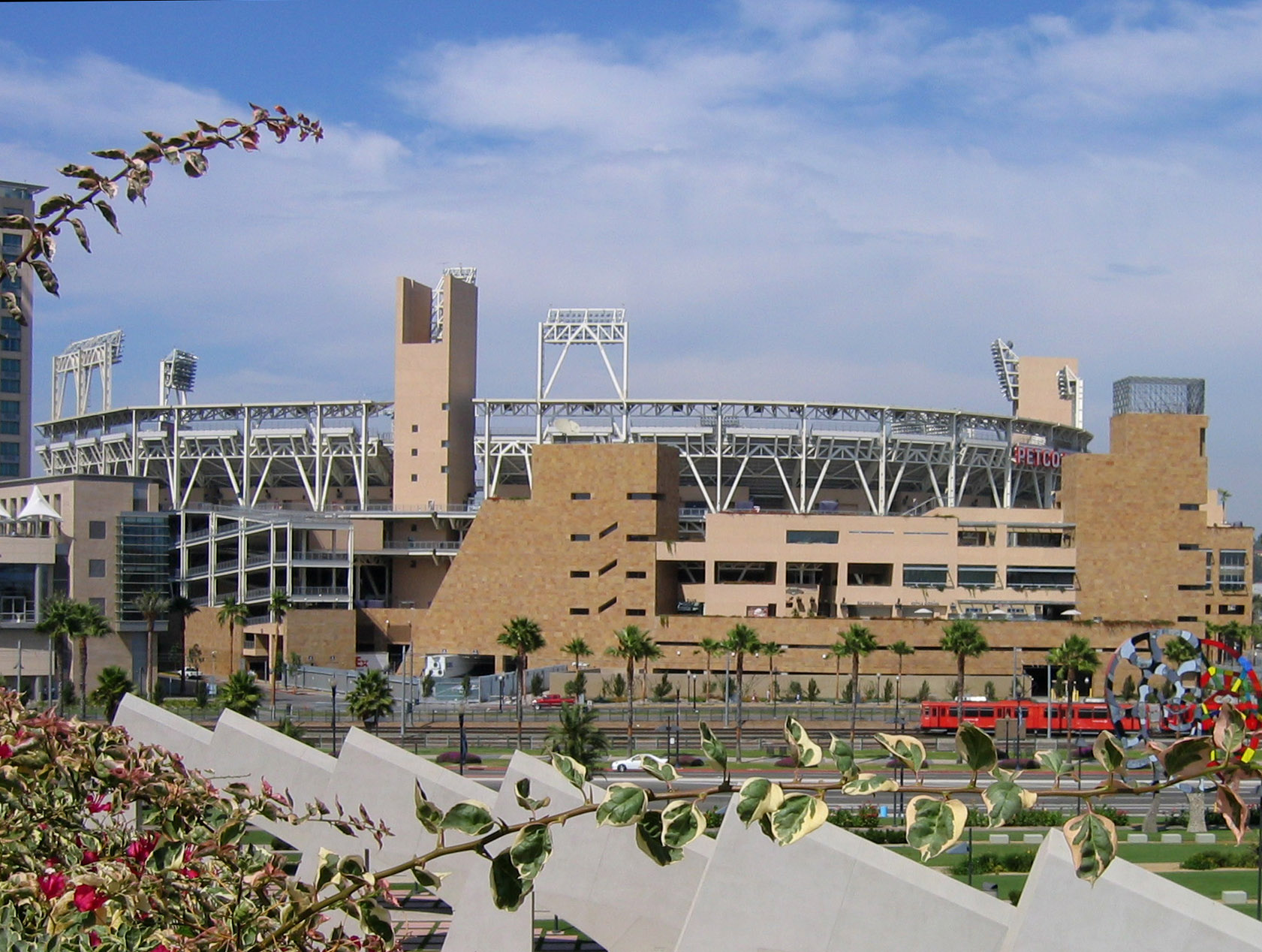
ПЕТКО Парк